# Роденкирхен
Роденкирхен (на немски: Köln-Rodenkirchen) е един от 9-те района на град Кьолн, Германия.

Обхваща южната част на града. Площта на района е 54,56 км², а населението му е 108 182 души (по приблизителна оценка за декември 2016 г.). Роденкирхен е свързан със съседния район Порц посредством два моста – Роденкирхен и Южен мост. По Южния мост минават само влакове, а по моста Роденкирхен – само автомобили. Интересно място в района е неговата ботаническа градина.